# Salle Érard
La salle Érard est une salle de musique située à Paris, 13 rue du Mail, dans le 2e arrondissement.
Elle fait partie de l'hôtel particulier ayant appartenu à partir du XVIIIe siècle à la famille des facteurs de pianos, harpes et clavecins Érard.
Une première salle assez petite, convenant à la musique de chambre, existait au cours de la première moitié XIXe siècle.
Une nouvelle salle fut construite à la fin des années 1850 et réaménagée en 1877.
De petites dimensions, mais bien isolée des bruits de la ville, bénéficiant d'une bonne acoustique, elle est plus particulièrement adaptée à la musique de chambre.
Au cours du XIXe siècle et au début du XXe siècle, elle fut le cadre de premières et débuts remarqués tant pour des compositions que pour des interprètes, parmi lesquels :
Erik Satie (les orchestrations de ses Gymnopédies par Claude Debussy),
Jacques Ibert,  les histoires (1923),
Nellie Melba,
Ricardo Viñes,
Maurice Ravel,  Miroirs (1906) , Menuet antique (1892),  Histoires naturelles avec Jane Bathori (1907), Sonate pour violon et piano (1927), Trois poèmes de Mallarmé (Ravel) (1914),
Camille Saint-Saens (1860),
Ignacy Jan Paderewski (1888),
Claude Debussy,  Triptyque  Estampes (1904), Le Promenoir des deux amants (1911),
Alexandre Scriabine (1896),
Joseph Jongen,
André Caplet , Conte fantastique avec Micheline Kahn à la harpe, (1923),
Vladimir de Pachmann (1882),
Charles Valentin Alkan (1837) et (1880), 
Francis Poulenc,
Reynaldo Hahn, pianiste Édouard Risler (1908),
Ernest Chausson, Viviane (1883),
César Franck, Le Chasseur maudit (1883),
Arthur Honegger, Le Cahier romand (1924), 
Olivier Messiaen, Huit préludes (1930),
Maurice Delage, Sept haï-kaïs (1925),
Quatre poèmes hindous (1914),
Francis Planté ,
Stéphan Elmas ou Youra Guller.
Avant la construction de la maison de la Radio, la salle a servi de studio d'enregistrement pour la Radiodiffusion française.
Aujourd'hui, seul le salon voit l'organisation de concerts, les volumes de la salle proprement dite ayant été reconvertis (le volume des espaces reste suggéré par l'organisation des toitures, ainsi que par l'ancienne façade d'entrée au 11 rue Paul-Lelong. Néanmoins, elle reste prisée pour son acoustique et son passé chargé d'histoire tant musical qu'artisanal.

Façades de la salle Érard
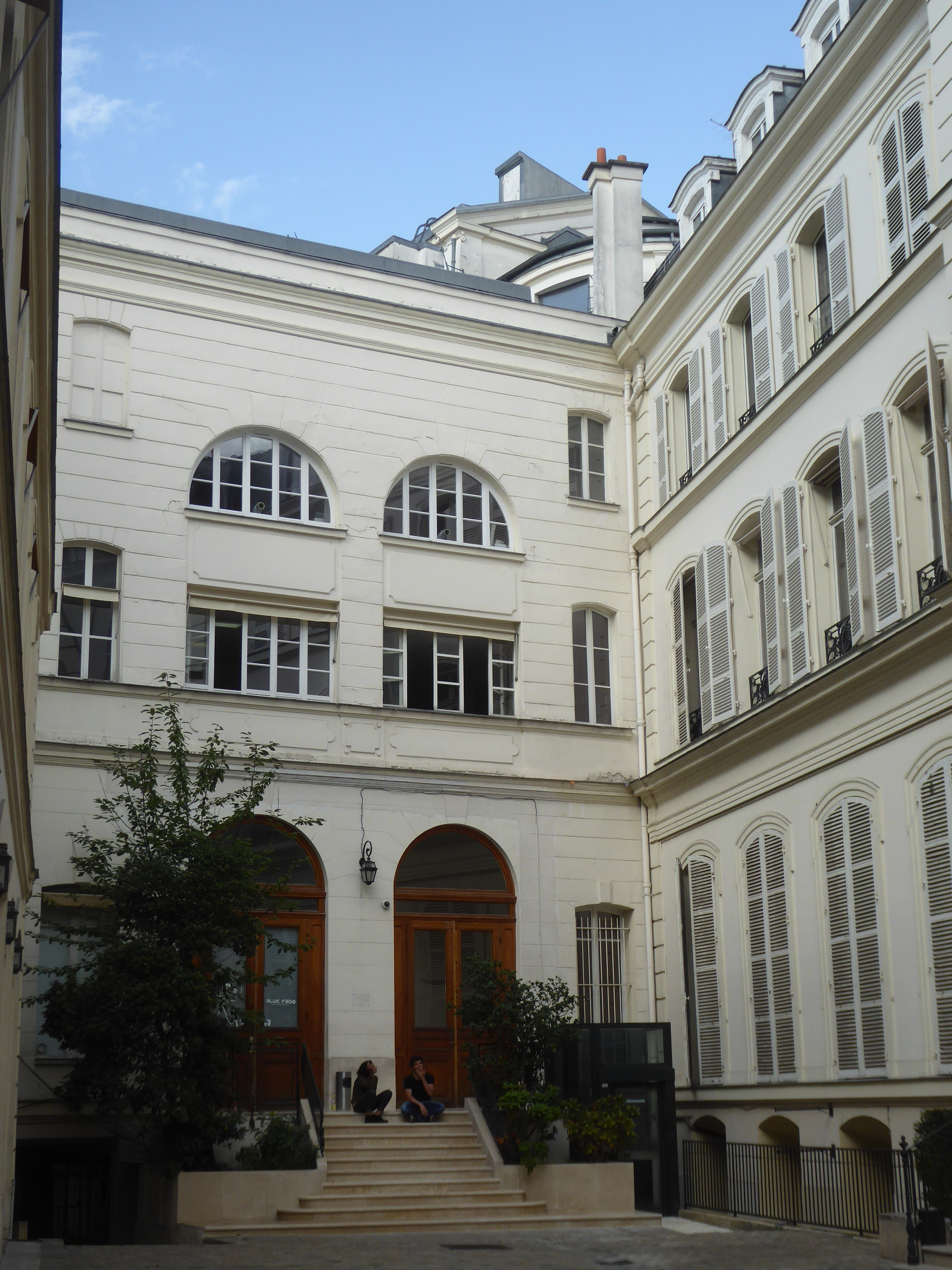
Entrée de la salle Érard dans la cour du 13 rue du Mail
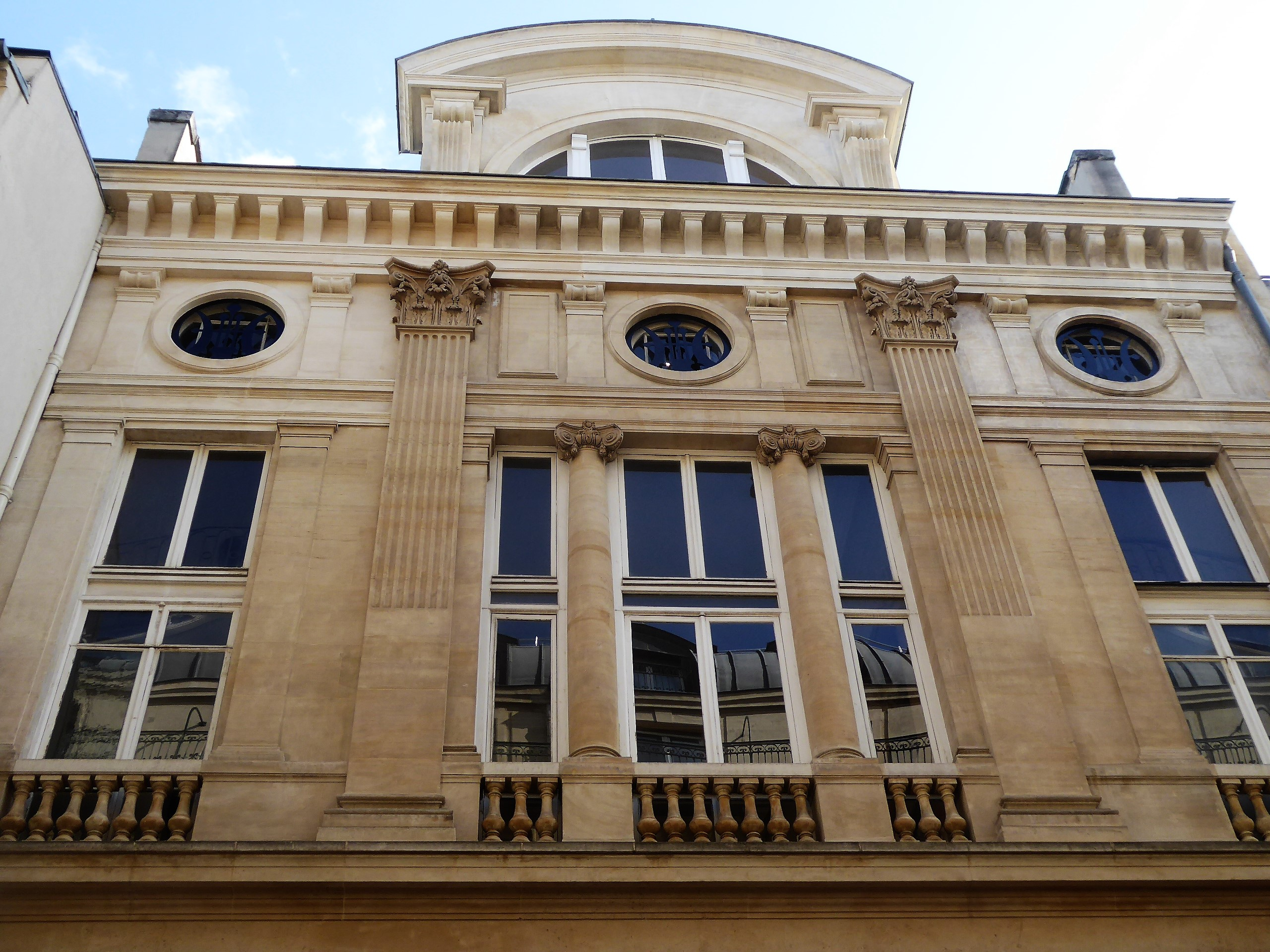
Façade de la salle Érard 11 rue Paul-Lelong
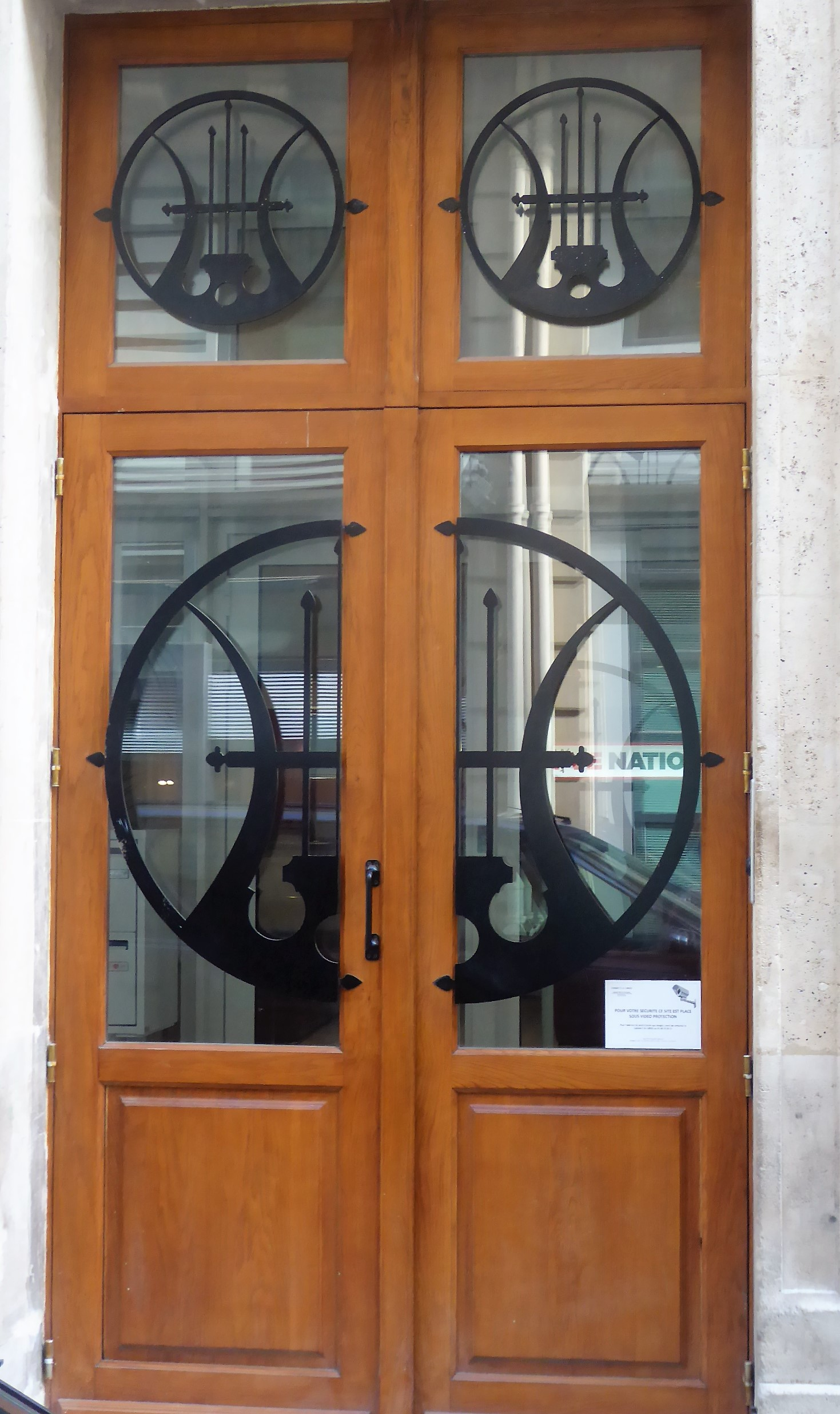
Porte de la salle Érard 11 rue Paul-Lelong